# وراگالاواتا
وراگالاواتا (به لاتین: Weragalawatta) یک منطقهٔ مسکونی در سری‌لانکا است که در استان مرکزی (سری‌لانکا) واقع شده‌است.